# Giovanni Battista De Nobili
Giovanni Battista De Nobili (La Spezia, 1824 – La Spezia, 10 febbraio 1886) è stato un avvocato e politico italiano.

## Biografia
Figlio del marchese Marcello e di Anna Federici, nasce nel 1824 a La Spezia.
Dopo la laurea in giurisprudenza, divenne professore di diritto presso l'Ateneo di Genova e praticò la professione di avvocato per molti anni.
All'età di 46 anni prende in casa il nipote Prospero, rimasto orfano a soli 12 anni. Si premura di far studiare il nipote iscrivendolo prima al Ginnasio e, al termine degli studi secondari, alla Facoltà di Giurisprudenza di Genova, allo scopo d’avviarlo in futuro alla sua stessa professione. 
Giovanni Battista fu un personaggio importante nel panorama spezzino, avendo ricoperto diverse cariche, tra le quali:
- Sindaco della La Spezia in due momenti cruciali per una seconda nascita della città. Prima negli anni 1859-1861, quando venne presa la decisione di edificare l’Arsenale Militare della Spezia, non più nell’area del Varignano, ma tra la città e San Vito. Fu poi sindaco in una seconda grande circostanza (1869-1871), in occasione dell'inaugurazione dell’Arsenale il 28 Agosto 1869. Su impulso suo e del Ministero della Marina, anche a seguito del grande afflusso di immigrati e visitatori, venne redatto il primo Piano Regolatore Generale nell’anno 1870, che cambiò radicalmente l’immagine della città;
- Presidente della Cassa di Risparmio della Spezia (1860-1865);
- Deputato del Regno d'Italia nella XI Legislatura del Regno d'Italia (1870-1874).[1]

Morì celibe a La Spezia il 10 febbraio 1886.
Il Comune della Spezia gli ha dedicato una via del centro cittadino: via Giobatta De Nobili.